# Kirk Wong
Pour les articles homonymes, voir Wong.
Kirk Wong (黃志強 en chinois, Wong Chi-keung en cantonais) est un réalisateur né le 28 mars 1949 à Hong Kong.

## Biographie
Il faisait partie des réalisateurs de la Nouvelle Vague hongkongaise des années 1980 au même titre que Tsui Hark et Ann Hui.
Son style, vigoureux et agressif, voire parfois chaotique, se remarque dans des films tels que Crime Story (mettant en scène la vedette Jackie Chan), OCTB, Gunmen ou encore Rock n'Roll Cop, ce dernier étant considéré par certains amateurs comme un sommet du polar hongkongais.

## Filmographie
- 1981 : The Club
- 1982 : Health Warning (en)
- 1985 : Lifeline Express
- 1986 : True Colours
- 1988 : Gunmen
- 1988 : The Truth
- 1989 : Long Arm of the Law 3
- 1990 : The Fortune Code
- 1990 : Forsaken Cop
- 1991 : The Story of the Gun
- 1992 : Taking Manhattan
- 1993 : Crime Story
- 1993 : Le Moine fou
- 1993 : Love to Kill
- 1994 : OCTB
- 1994 : Rock N'Roll Cop (en)
- 1998 : Big Hit (The Big Hit)
- 1999 : The Disciples (téléfilm) (sous le pseudonyme d'Alan Smithee)